# 紀元前247年
紀元前247年（きげんぜん247ねん）は、ローマ暦の年である。
当時は、ルキウス・カエキリウス・メテッルスとヌメリウス・ ファビウス・ブテオが共和政ローマ執政官に就任した年」として知られていた（もしくは、それほど使われてはいないが、ローマ建国紀元507年）。紀年法として西暦（キリスト紀元）がヨーロッパで広く普及した中世時代初期以降、この年は紀元前247年と表記されるのが一般的となった。

## 他の紀年法
- 干支 : 甲寅
- 日本
  - 皇紀414年
  - 孝霊天皇44年
- 中国
  - 秦 - 荘襄王3年
  - 楚 - 考烈王16年
  - 斉 - 斉王建18年
  - 燕 - 燕王喜8年
  - 趙 - 孝成王19年
  - 魏 - 安釐王30年
  - 韓 - 桓恵王26年
- 朝鮮 :
- ベトナム :
- 仏滅紀元 : 300年
- ユダヤ暦 :

## できごと

### カルタゴ
- この頃カルタゴは、第1次ポエニ戦争でマルサーラとトラーパニを除くシチリア島の領土をローマに奪われていた。ハミルカル・バルカは、ローマの手に落ちつつあったシチリア島の軍勢の指揮を引き継いだ。小規模な傭兵部隊を率いて島の北西から上陸し、パレルモ近くの山に陣を築いた。そこで彼は全ての攻撃から身を守っただけではなく、南の湾にまで急襲をかけた。

### 共和政ローマ
- ローマは、シラクサの僭主ヒエロン2世と対等な条約を結んだ。

### イラン
- この頃、アルサケス1世がパルティア王国（安息）を建国。

### 南アジア
- マウリヤ朝のアショーカ王が王子をスリランカに派遣して、仏教を伝える。

### 中国
- 秦の王齕が上党諸城を攻撃し、初めて太原郡を置いた。
- 秦の蒙驁が魏を攻撃し、高都と汲を奪った。
- 魏の信陵君が魏・趙・韓・楚・燕の5か国軍を率いて、河外で蒙驁率いる秦軍を破った。
- 秦の荘襄王が死去し、子の政が王として立った。
- 湖州が築かれた。
- 『呂氏春秋』が完成した。（おおよその年代）

## 誕生
- ハンニバル:カルタゴの将軍（紀元前183年没）

## 死去
- 荘襄王:秦の王。（紀元前281年生）